# Nachts, wenn Dracula erwacht
El conde Drácula (alemán: Nachts, wenn Dracula erwacht; inglés: Count Dracula; italiano: Il Conte Dracula; francés: Les Nuits de Dracula) es una película de terror dirigida por Jesús Franco en 1970. Interpretada en sus papeles principales por Christopher Lee, Herbert Lom, Klaus Kinski y Soledad Miranda ha sido considerada como la adaptación cinematográfica más fiel de la novela de Bram Stoker Drácula.

## Sinopsis
El abogado inglés Jonathan Harker viaja a las tierras del Conde Drácula a cerrar un importante trato comercial. Tras llegar a la morada del noble, descubre que es un vampiro y se encuentra rodeado de tres vampiras que son sus amantes. Huyendo a duras penas, acaba en el sanatorio del profesor Van Helsing, un eminente experto en lo oculto. Allí llegarán también Mina, prometida de Jonathan y su amiga Lucy, que se verán amenazadas por la siniestra sombra del vampiro.

## Reparto
| Actor/Actriz    | Personaje            |
| --------------- | -------------------- |
| Christopher Lee | Conde Drácula        |
| Herbert Lom     | Profesor Van Helsing |
| Klaus Kinski    | Renfield             |
| Soledad Miranda | Lucy Westenra        |
| Maria Rohm      | Mina Harker          |
| Fred Williams   | Jonathan Harker      |
| Paul Müller     | Dr. Seward           |
| Jack Taylor     | Quincey Morris       |

## Producción

### Rodaje

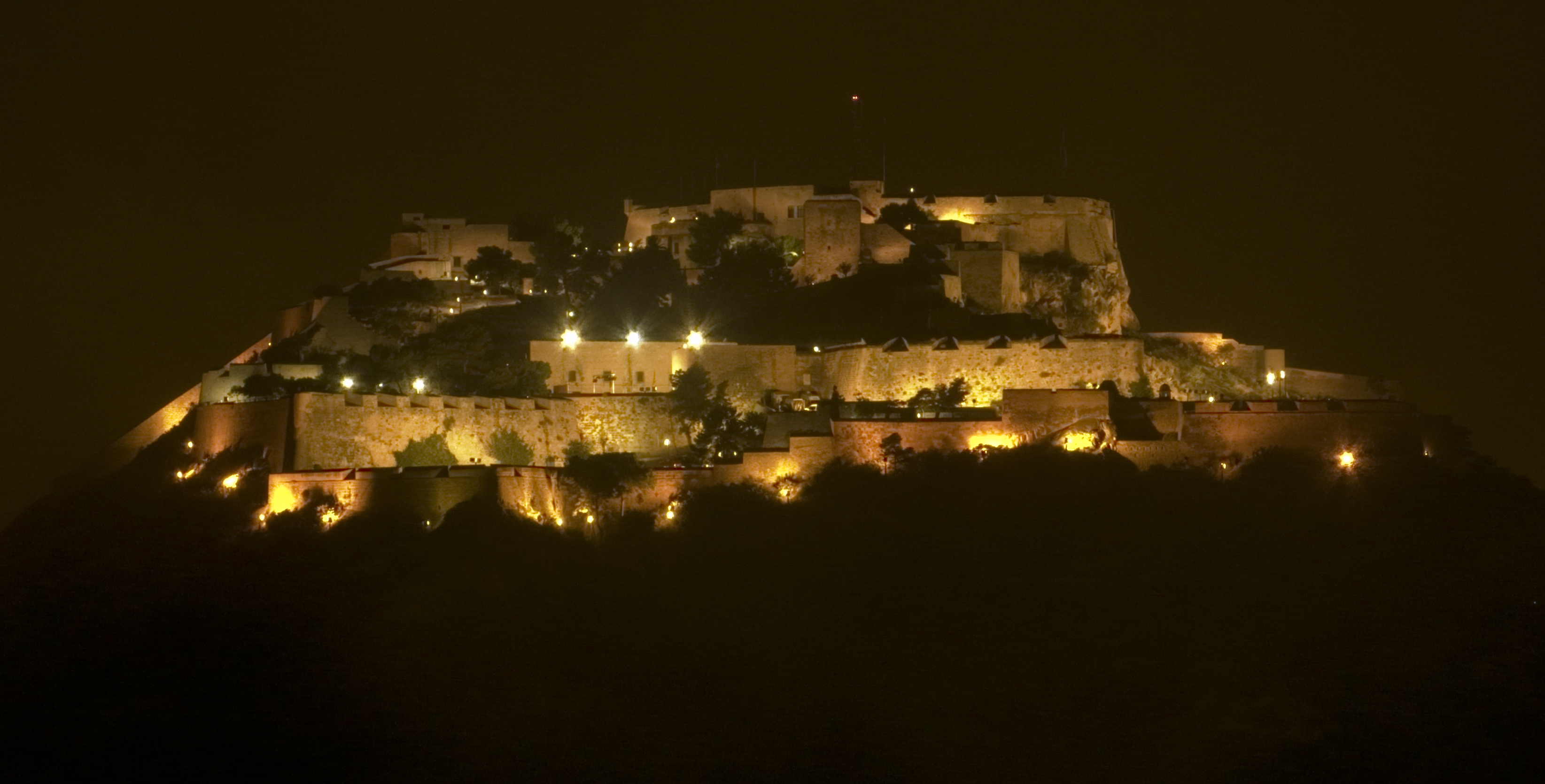
Vista exterior del castillo de Santa Bárbara, una de las localizaciones utilizadas para el rodaje de la película

Durante el comienzo del rodaje en 1969 una de las localizaciones que escogieron para filmar fueron los  estudios Balcázar, clausurados en 1973,  situados en el municipio de Esplugas de Llobregat. El equipo de producción planeaba utilizar los estudios cinematográficos Barrandov Studios, situados en Praga, pero por problemas de presupuesto hubo que desechar la idea. Las escenas del sanatorio del profesor Van Helsing fueron rodadas en los estudios Tirrenia situados en Pisa, Italia. Algunos exteriores de segunda unidad fueron filmados en Francia. Los exteriores del castillo de Santa Bárbara, situado en el centro de la ciudad de Alicante, fueron utilizados como escenario para la película, siendo reusados por el director en 1972 en el rodaje de la película Drácula contra Frankestein.

### Película documentalCuadecuc, vampir

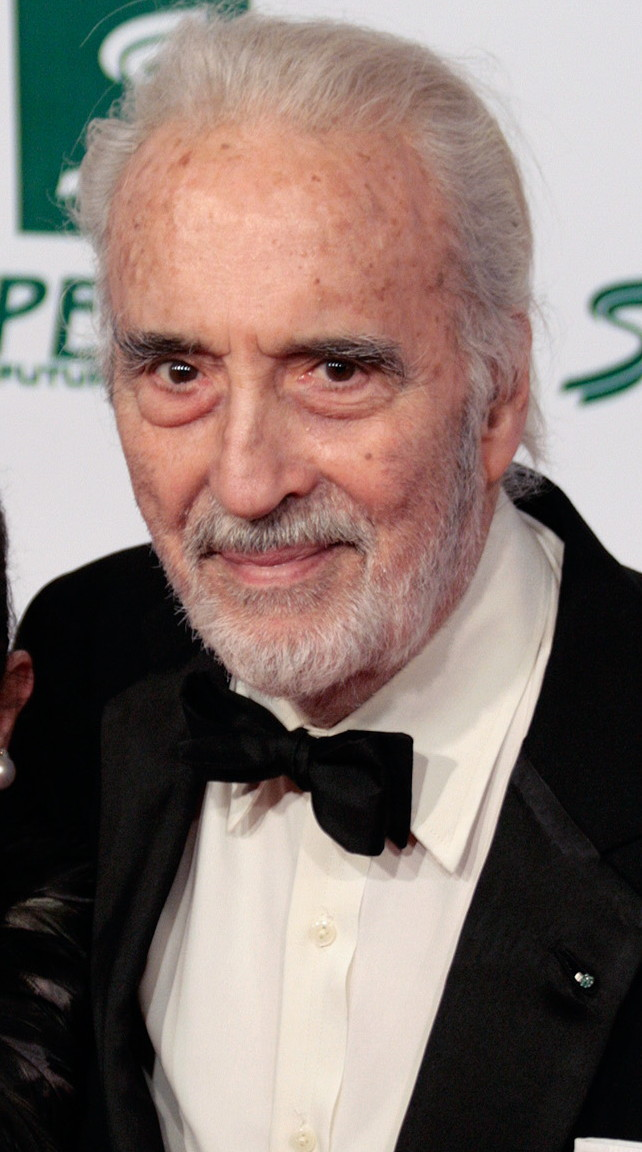
El actor Christopher Lee

El director de cine Pere Portabella tomó planos del rodaje de la película de Jesús Franco con la intención de rodar una especie de making-of inspirado por las tomas originales de la película. El metraje, conocido como Cuadecuc, vampir, comparte escenarios y personajes con la película de Franco a excepción del sonido, que fue editado por Carles Santos. Fue una película prohibida por el régimen franquista y en 2008 fue recuperada por la distribuidora Sherlock Films.

### Elección del reparto

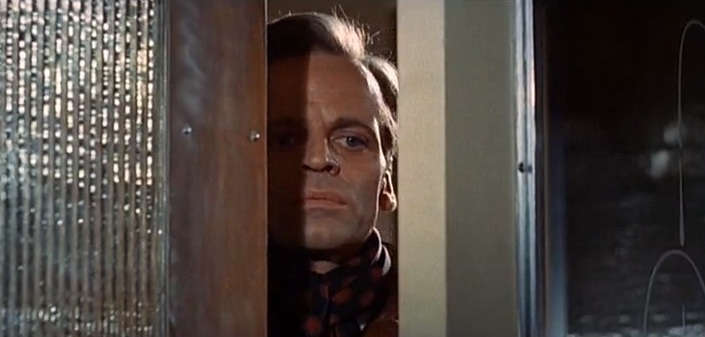
El actor Klaus Kinski

Aunque la película El conde Drácula tiene a Christopher Lee en el papel del protagonista, no es una producción de la Hammer sino que fue producida por Harry Alan Towers (1920 - 2009), esposo de la actriz austriaca Maria Rohm (n. 1945), que interpreta a Mina Harker. El actor inglés aceptó participar en la producción tras constatar que el guion presentaba diferencias respecto a otras versiones cinematográficas previas, algo que había criticado en anteriores ocasiones en que había interpretado el papel. Por ejemplo es la primera adaptación en que Drácula rejuvenece al beber sangre humana conforme avanza la historia.
Soledad Miranda, que en la película interpreta a la joven Lucy, víctima de Drácula, había trabajado diez años antes del rodaje en un papel menor dentro de una película de Jesús Franco. A partir de El conde Drácula el director madrileño volvería a contar con ella en varios títulos suyos, entre los que destaca la cinta de culto Vampyros Lesbos (1971), nueva revisión al mito erótico del vampiro en la que Miranda interpreta a la condesa Nadine Carody, trasunto femenino de Drácula. Esta cinta fue una de las primeras en explorar la sexualidad lésbica de los vampiros, y encumbró a la actriz sevillana a la fama internacional, si bien esta fue efímera debido al accidente de tráfico que sufrió en 1970, y en el que perdió trágicamente la vida .
Klaus Kinski, que asume aquí el papel de Renfield, interpretaría el del propio Drácula nueve años más tarde en la película de Werner Herzog Nosferatu: Phantom der Nacht (1979), un remake-homenaje a la película Nosferatu, el vampiro (1922) de F. W. Murnau.

### Diferencias entre la novela y la película
Aunque esta versión se vendió en su momento como la más fiel adaptación al texto de Stoker existen marcadas diferencias:
- En la novela, Drácula viaja a Londres desde Transilvania. En la película, la historia se sitúa en Budapest, íntegramente en el sanatorio de Van Helsing.

- El doctor Seward no es el director del sanatorio en esta versión ni tampoco uno de los pretendientes de Lucy Westenra.

- Renfield es mudo en esta versión y un personaje mucho más calmado que en el original.

- Los roles de Quincey Morris y Arthur Holmwood se combinan, y Quincey no muere al final de la historia.

- En la película, Van Helsing sufre un supuesto ataque psíquico de Drácula y queda temporalmente obligado a usar silla de ruedas. Nada de esto sucede en la novela original.

- Drácula ataca a Mina en la ópera, pero en la novela comienza a vampirizarla mientras duerme.

- En la novela tanto Van Helsing como Mina acompañan a Harker y a Morris a Transilvania a destruir a Drácula, pero en la película permanecen en el sanatorio.

- Las tres mujeres vampiro, destruidas por Van Helsing en el original, aquí son destruidas por Quincey y Harker .

- En la novela, Drácula es destruido por Quincey y Harker atravesando su corazón con un cuchillo y degollado. En la versión de Franco, ambos hombres prenden fuego al féretro del vampiro.